# Смарт, Ребекка
Ребекка Элизабет Смарт (англ. Rebecca Elizabeth Smart; род. 30 января 1976 года, Сидней, Новый Южный Уэльс, Австралия) — австралийская актриса кино и телевидения.

## Биография
Ребекка Смарт начала свою карьеру, когда ей было 8 лет. Уже через год она приняла участие в своём первом фильме «Кокакольщик». Работала со многими известными австралийскими театральными и кинорежиссёрами, в том числе в организациях «Sydney Theatre Company» и «Belvoir St Theatre». Ребекка получила образование в школе-интернате для девочек Святой Екатерины в пригороде Сиднея Уэверли. Увлекается плаванием и вождением, любит животных.
Ребекка Смарт известна по таким фильмам и сериалам, как: «Кокакольщик», «Пустой пляж», «Селия», «Клоунада», «Черная скала», «Джи Пи», «Элли и Джулс», «Школа разбитых сердец» и др.

## Награды
- Премия «Logie Awards» в номинации «Самая популярная актриса многосерийного или полнометражного телефильма».
- Премия «AACTA» за лучшую женскую роль второго плана[3].

## А также
- Рост актрисы — 150 см[4].